# Peta-Gaye Dowdie
Peta-Gaye Dowdie (née le 18 janvier 1977) est une athlète jamaïcaine pratiquant le sprint.

## Biographie
Elle avait obtenu, lors des sélections jamaïcaines, sa qualification pour les Jeux olympiques d'été de 2000 mais fut remplacée par Merlene Ottey.

### Palmarès
| Date | Compétition                                      | Lieu           | Résultat | Épreuve   | Performance |
| ---- | ------------------------------------------------ | -------------- | -------- | --------- | ----------- |
| 1996 | Championnats du monde juniors                    | Sydney         | 2e       | 4 × 100 m | 44 s 26     |
| 1999 | Jeux panaméricains                               | Winnipeg       | 3e       | 100 m     | 11 s 20     |
| 1999 | Jeux panaméricains                               | Winnipeg       | 1re      | 4 × 100 m | 42 s 62     |
| 1999 | Championnats du monde                            | Séville        | 3e       | 4 × 100 m | 42 s 15     |
| 2005 | Championnats d'Amérique centrale et des Caraïbes | Nassau         | 3e       | 200 m     | 22 s 72     |
| 2005 | Championnats d'Amérique centrale et des Caraïbes | Nassau         | 1re      | 4 × 100 m | 43 s 21     |
| 2006 | Jeux du Commonwealth                             | Melbourne      | 1re      | 4 × 100 m | 43 s 10     |
| 2007 | Jeux panaméricains                               | Rio de Janeiro | 1re      | 4 × 100 m | 43 s 58     |
| 2007 | Championnats NACAC                               | San Salvador   | 1re      | 4 × 100 m | 43 s 73     |

### Records
| Épreuve    | Performance | Lieu    | Date          |
| ---------- | ----------- | ------- | ------------- |
| 100 mètres | 11 s 03     | El Paso | 10 avril 1999 |
| 200 mètres | 22 s 51     | Durham  | 3 juin 2000   |